# إثوكسيكين
الإثوكسيكين (بالإنجليزية: Ethoxyquin) مضاد أكسدة من الكينولين يُستعمل في حفظ الطعام في العديد من البلدان ويُعرف برقم إي E324.